# 史蒂芬·費格爾
史蒂芬·費格爾（德語：Stefan Fegerl，1988年9月12日—），奧地利男子乒乓球運動員。他曾與若奥·蒙泰罗合作獲得2015年歐洲乒乓球錦標賽男子雙打冠軍。他也代表奧地利參加了2015年歐洲運動會，結果獲得男子團體的銅牌。